# Cage the Elephant (álbum)
Cage the Elephant es el álbum debut de la banda homónima estadounidense Cage the Elephant. El álbum fue producido por Jay Joyce y lanzado el 23 de junio de 2008 en Europa, por el sello Relentless, y el 19 de mayo de 2009 en Estados Unidos por las compañías Jive Records y Red Ink Records.

## Lírico y melodías
«Ain't No Rest for the Wicked» está inspirada en hechos reales que vivió el vocalista Matt Schultz, cuando en 2006 recogió a una mujer en su auto en Kentucky y esta comenzó a hacerle comentarios de índole sexual por tratarse, en realidad, de una prostituta. Esto inspiró parte de la letra de la canción que escribió un par de días después.

## Sencillos
El primer y segundo sencillos del álbum, «Free Love» y «In One Ear» no tuvieron un impacto significativo en las ninguna lista. Sin embargo, el tercero, «Ain't No Rest for the Wicked» (desde su lanzamiento original en 2008), llegó hasta el puesto número 38 en el UK Singles Chart, y más tarde su versión estadounidense lograría alcanzar el puesto número 3 en la lista Alternative Songs, octavo puesto en Mainstream Rock Tracks y 83 en Billboard Hot 100 ( lista pop). "Ain't No Rest for the Wicked" se convirtió en su canción más popular, siendo usada en varios comerciales de televisión e incluso, la canción se usó como tema musical para la secuencia de apertura del videojuego Borderlands. «Back Against The Wall» se convirtió en el sexto single del álbum, y hasta el momento llegó al puesto número 1 en Alternative Songs, no. 26 en Mainstream Rock Tracks y 12 en su lista de canciones de rock.

## Recepción comercial
Para agosto de 2013, el álbum había vendido más de 550 000 copias.

## Lista de canciones
Todas las canciones fueron escritas por Cage the Elephant.

| N.º   | Título                         | Duración |  |
| 1.    | «In One Ear»                   | 3:23     |  |
| 2.    | «James Brown»                  | 3:21     |  |
| 3.    | «Ain't No Rest for the Wicked» | 2:55     |  |
| 4.    | «Tiny Little Robots»           | 4:23     |  |
| 5.    | «Lotus»                        | 3:31     |  |
| 6.    | «Back Against the Wall»        | 3:48     |  |
| 7.    | «Drones in the Valley»         | 2:28     |  |
| 8.    | «Judas»                        | 3:27     |  |
| 9.    | «Back-Stabbin' Betty»          | 3:39     |  |
| 10.   | «Soil to the Sun»              | 3:18     |  |
| 11.   | «Free Love»                    | 3:28     |  |
| 37:53 |                                |          |  |

| Bonus Tracks en CagetheElephant.com |                  |          |  |
| N.º                                 | Título           | Duración |  |
| 12.                                 | «Cover Me Again» | 3:15     |  |

## Créditos y personal

### Cage the Elephant
- Matthew Shultz – voz
- Lincoln Parish – guitarra principal
- Brad Shultz – guitarra rítmica
- Daniel Tichenor – bajo, coros
- Jared Champion – batería, percusión

### Personal técnico
- Jay Joyce - productor
- Jason Hall - ingeniero de sonido
- Howie Weinberg - posproducción

## Historial de lanzamientos
| Región         | Fecha               | Sello discográfico | Formato |
| -------------- | ------------------- | ------------------ | ------- |
| Europa         | 23 de junio de 2008 | Relentless Records | CD      |
| Estados Unidos | 19 de mayo de 2009  | Red Ink Records    | CD      |

## Posicionamiento en listas
Cage the Elephant debutó en The Official UK Charts Company en el puesto 38 y se mantuvo en esa posición durante la semana de su lanzamiento, y apareció en el puesto número 171 en el Billboard 200, para más tarde escalar hasta el puesto 67. Hasta el lanzamiento de su segundo álbum, Thank You, Happy Birthday, Cage The Elephant reapareció en las lista Billboard 200, esta vez llegando al puesto 59.
| Lista              | Mejor posición | Fecha                |
| ------------------ | -------------- | -------------------- |
| Billboard 200      | 59             | 29 de enero de 2011  |
| Rock Albums        | 23             | 6 de febrero de 2010 |
| Heatseekers Albums | 1              | 16 de mayo de 2009   |
| Independent Albums | 7              | 23 de enero de 2010  |
| Catalog Albums     | 1              | 29 de enero de 2011  |
| Alternative Albums | 18             | 6 de febrero de 2010 |
| Hard Rock Albums   | 6              | 6 de febrero de 2010 |
| Digital Albums     | 22             | 29 de enero de 2011  |